# 維利霍維齊亞
48°28′54″N 22°51′7″E / 48.48167°N 22.85194°E
維利霍維齊亞（烏克蘭語：Вільховиця），是烏克蘭的村落，位於該國西部外喀爾巴阡州，由穆卡切沃區負責管轄，面積0.55平方公里，海拔高度217米，2001年人口749，人口密度每平方公里1,352人。